# Christian Christensen (forfatter)
 Der er flere personer med dette navn, se Christian Christensen.
Christian Eli Christensen (Født 12. januar 1882 i Bandholm, død 10. juni 1960 i Blovstrød) var en dansk forfatter og revolutionær syndikalist.
Han blev født på Lolland, men flyttede allerede som 5-årig med forældrene til København, hvor han voksede op. Christensen kom som 18-årig med i Socialdemokratisk Ungdoms-Forbund, men meldte sig ud i 1906. To år senere kom han med i det nyoprettede Syndikalistisk Forbund, og i 1910 blev han medlem af den revolutionære fagbevægelse Fagoppositionens Sammenslutning. Han blev redaktør for bevægelsens medlemsblad Solidaritet 1911-1921, dog afbrudt af et fængselsophold efter Første Verdenskrig 1918-1920. Årsagen til fængslingen var, at han havde opfordret til statsomvæltning i forbindelse med at han var en af hovedmændene bag Stormen på Børsen. I 1921 gik Christensen med over i Danmarks Kommunistiske Parti og var redaktør af partiorganet Arbejderbladet 1921-1922. Han bryder sig imidlertid ikke om partiets ledelse. Han flytter i 1923 til Silkeborg, hvor han mødte den unge fædreløse Asger Jorn som han gjorde et livslangt indtryk på. Bruddet med partiet kommer først i 1936, hvor han går i protest mod den første Moskvaproces. Senere forsøgte han at genoplive den syndikalistiske bevægelse, men det lykkedes ham aldrig.
Forfatterskabet begyndte i 1910 med bogen Arbejderne og børneflokken, der er et kampskrift for Den seksuelle frigørelse og svangerskabsforebyggelse, der er en af de første udgivelser om emnet i Danmark. Men i nyere tid er det særligt erindringsbøgerne han blev kendt for. Erindringerne skrev Christian Christensen på opfodring kort før sin død: En rabarberdreng vokser op fra 1961 og Bondeknold og rabarberdreng fra 1962; de blev udgivet og redigeret af hans forfatterkollega og kammerat fra syndikalistbevægelsen Halfdan Rasmussen. I bøgerne skildres opvæksten i Rabarberkvarteret tæt ved det nuværende Rantzausgade på Nørrebro.
I 1960 tilegnede Asger Jorn "Critique de la politique économique" fra serien af Situationistisk Internationale "Reports presented to the Situationist International" til Christian Christensen
Der blev i 1963 sat en mindesten for Christian Christensen udført af Asger Jorn ved "De små fisk" ved Sejs. Han er begravet på Blovstrød Kirkegård.